# Météorite de Paris
La météorite de Paris, ou simplement Paris, est une météorite non différenciée, et plus précisément une chondrite carbonée de type M (Mighei), particulièrement peu altérée (classée CM 2,7, voire CM 2,9 pour certaines zones).

## Découverte
La météorite a été trouvée à Paris en 2001 dans la succession d'un ingénieur des mines ayant beaucoup voyagé en Afrique et en Asie du Sud-Est, et on ne sait pas quelle est sa provenance réelle. La fraîcheur de sa croûte de fusion laisse penser qu'il s'est agi d'une chute observée. La masse retrouvée est de 1,37 kg, dont l'essentiel est conservé au MNHN (Paris).

## Caractéristiques
Paris est une chondrite carbonée du groupe de Mighei (CM), la moins altérée de ce groupe connue à ce jour : elle est globalement de type 2,7, mais certaines parties particulièrement fraîches sont de type 2,9. Elle a été protégée de l'altération terrestre par sa croûte de fusion (également peu altérée), mais quelques traces de limonite ont quand même été décelées.
Comme dans toutes les chondrites du groupe CM, les chondres et la matrice (55 %vol) de Paris contiennent différentes phases résultant d'une altération aqueuse antérieure à la chute sur Terre, dont beaucoup de phyllosilicates. On a pu montrer que l'eau de Paris a une origine duale, provenant à la fois de la zone interne du Système solaire et de sa zone externe.
Paris est également riche en enclaves réfractaires (CAI), et comporte des matériaux organiques inhabituels (peut-être d'origine pré-solaire) ainsi qu'une phase métallique résiduelle (fer-nickel non oxydé).

### Minéralogie
Une trentaine de minéraux ont été identifiés :
- Amakinite
- Anorthite
- Augite (fassaïte)
- Calcite
- Chromite
- Chrysotile
- Cristobalite
- Cronstedtite
- Daubréelite
- Diopside
- Enstatite
- Fer (kamacite)
- Forstérite
- Gehlénite
- Grossite
- Hibonite
- Limonite
- Magnétite
- Mélilite
- Néphéline
- Olivine (série forstérite-fayalite)
- Pentlandite
- Pérovskite
- Pigeonite
- Pyrrhotite
- Saponite
- Schreibersite
- Serpentine
- Dioxyde de silicium
- Sodalite
- Spinelle
- Taénite
- Tochilinite
- Troïlite
- Verre